# مجموعة الجيوش ب
مجموعة الجيوش ب (بالألمانية: Heeresgruppe B) اسم أُطلق على ثلاث مجموعات جيوش مُختلفة تابعة للقوات المسلحة لألمانيا النازية، شاركت تلك الجيوش على كلا جبهتي الحرب العالمية الثانية خلال فترات متباينة من الحرب.

## معركة فرنسا

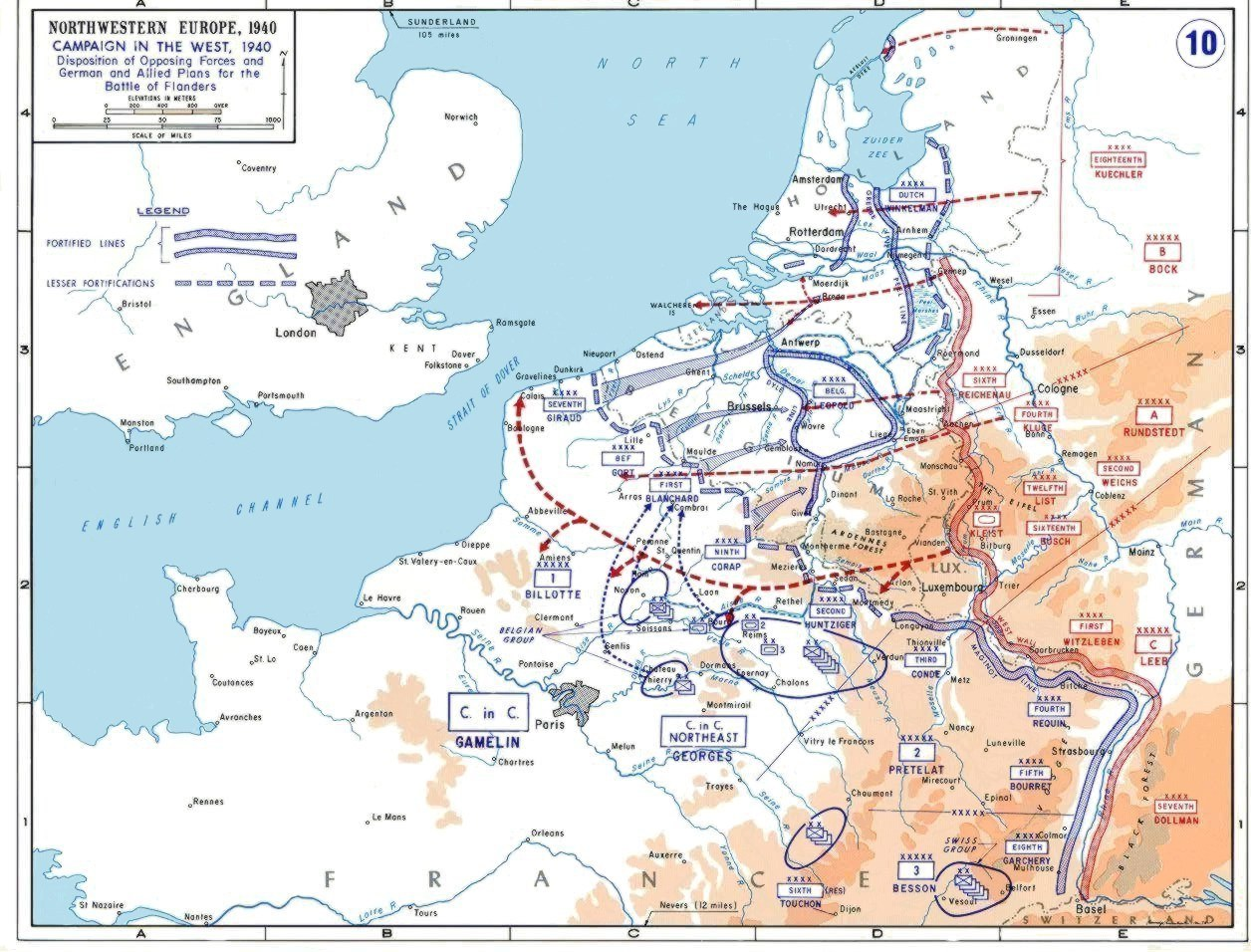
خريف عام 1945

تشكّلت مجموعة الجيوش ب في الثاني عشر من أكتوبر لعام 1939 استعدادًا لغزو پولندا، وبعد إتمام العملية نُقلت مجموعة الجيوش ب إلى مجموعة الجيوش الشمالية المتمركزة غربُا، واشتركت في الحملة الغربية على بلجيكا وهولندا، وأوكلت لها مهمة الاستيلاء على الجسور العابرة لنهر الميز بعد عمليات إسقاط المظليين في روتردام، ومع انتهاء المرحلة الثانية من العمليات على ساحل بحر المانش أُعيد تمركز مجموعة الجيوش ب عند نهر سُم ومنه انطلقت على طول ساحل المحيط الأطلسي صوب پاريس قبل أن تتخذ مواقعها في پروسيا الشرقية.
وقبيل الغزو الألماني للاتحاد السوڤێتي أُعيد تسمية مجموعة الجيوش ب إلى مجموعة الجيوش الوسطى، وقد بلغ تعداد أفراد الجيش في مايو من عام 1940 قرابة 300,000 فرد.

## الجبهة الشرقية 1942-1943
أُعيد تشكيل مجموعة الجيوش ب مرة ثانية في التاسع من يوليو لعام 1942 جنوب خط المواجهة الألماني السوڤێتي من العناصر التابعة للجناح الغربي لمجموعة الجيوش الجنوبية استعدادًا لشن الهجوم الألماني المُضاد خلال صيف عام 1942 واقتصرت مهمتها على حماية الجناح الشمالي لمجموعة الجيوش أ ثم الاستيلاء على ستالينگراد والتقدّم بطول الضفة الغربية لنهر الڤولگا.
وفي الثالث من فبراير لعام 1943 استسلمت بقية جنود مجموعة الجيوش ب والمُحاصرة لمدة تزيد عن ثلاثة أشهر داخل جيب ستالينگراد فور علمهم باستسلام الگنرال فيلدمارشال فريدريك پاولوس قائد الجيش السادس فبل ثلاثة أيام من هذا التاريخ، في حين انضمّ باقي الجنود الذين تمكّنوا من الفرار من جيب ستالينگراد إلى مجموعتي الجيوش الجنوبية والوسطى.

## الجبهة الغربية 1943-1945
تشكّلت مجموعة الجيوش ب للمرة الأخيرة في ميونخ في التاسع عشر من يوليو لعام 1943 تحت قيادة الگنرال فيلدمارشال إرڤين رومل وأُعيد تمركزها شمال إيطاليا لصد أي هجوم محتمل من جانب قوات الحلفاء، وتكوّنت أساسًا من عناصر الڤيرماخت الموجودة هناك، وفي السادس والعشرين من نوڤمبر للعام نفسه أُدرجت مجموعة الجيوش ب تحت قيادة رئاسة أركان المنطقة الجنوبية.
وفي الثاني من يناير لعام 1944 أُدرجت المجموعة تحت قيادة رئاسة أركان المنطقة الغربية وذلك مع بداية العمليات الأنگلو-أمريكية بنورماندي على الجناح الشمالي للجبهة الغربية، واستمرّت مجموعة الجيوش ب في المقاومة ولكن أُجبرت على الانسحاب قبل وقوع أعداد كبيرة من جنودها في الأسر داخل جيب ڤاليز، ومع ذلك، استمرت العناصر الباقية في القتال، حيث شاركت الفرق المُدرّعة في معركة الثغرة بالأردين، وإن لم تتمكن من تحقيق أيًّا من أهدافها الاستراتيجية مما أجبرها على التراجع واتخاذ مواقع دفاعية وهو ما أدّى لتطويقها عند منطقة الرور، فيما عُرف باسم جيب رور، وعندها أعلنت المجموعة استسلامها تمامًا في السابع عشر من إبريل لعام 1945.

## القادة
| القائد                                | من             | إلى           |
| ------------------------------------- | -------------- | ------------- |
| گنرال أوبرست فيدور ڤون بوك            | 12 أكتوبر 1939 | 19 يوليو 1940 |
| گنرال فيلدمارشال فيدور ڤون بوك        | 20 يوليو 1940  | 21 يونيو 1941 |
| گنرال فيلدمارشال فيدور ڤون بوك        | 9 يوليو 1942   | 15 يوليو 1942 |
| گنرال فيلدمارشال ماكسيميليان ڤون ڤيخس | 16 يوليو 1942  | 31 يناير 1943 |
| گنرال فيلدمارشال ماكسيميليان ڤون ڤيخس | 1 فبراير 1943  | 14 يوليو 1943 |
| گنرال فيلدمارشال إرڤين رومل           | 15 يوليو 1943  | 19 يوليو 1944 |
| گنرال فيلدمارشال گونثر ڤون كلوگ       | 20 يوليو 1944  | 17 أغسطس 1944 |
| گنرال فيلدمارشال ڤالتر مودل           | 18 أغسطس 1944  | 17 إبريل 1945 |

## التشكيل

### عام 1939
- الفوج خمسمائة وسبعة وثلاثون إشارة تحت القيادة المباشرة لهيئة أركان مجموعة الجيوش
- الجيش الرابع بقيادة الگنرال أوبرست گونثر ڤون كلوگ
- الجيش السادس بقيادة الگنرال فيلدمارشال ڤالتر ڤون رايخيناو
- الجيش الثامن عشر بقيادة الگنرال فيلدمارشال گيورگ ڤون كوخلر

### عام 1940
| مايو 1940   | - الفوج ستمائة وخمسة إشارة تحت القيادة المباشرة لهيئة أركان مجموعة الجيوش - الجيش السادس بقيادة الگنرال فيلدمارشال ڤالتر ڤون رايخيناو - الجيش الثامن عشر بقيادة الگنرال فيلدمارشال گيورگ ڤون كوخلر |
| يونيو 1940  | - الفوج ستمائة وخمسة إشارة تحت القيادة المباشرة لهيئة أركان مجموعة الجيوش - الجيش التاسع بقيادة الگنرال أوبرست يوهانز بلاسكوڤيتز - الجيش السادس بقيادة الگنرال فيلدمارشال ڤالتر ڤون رايخيناو - الجيش الرابع بقيادة الگنرال أوبرست گونثر ڤون كلوگ - مجموعة پانزر كلايست بقيادة الگنرال فيلدمارشال إيڤالد ڤون كلايست |
| يوليو 1940  | - الفوج ستمائة وخمسة إشارة تحت القيادة المباشرة لهيئة أركان مجموعة الجيوش - الجيش السابع بقيادة الگنرال أوبرست فريدريش دولمان - الجيش الرابع بقيادة الگنرال فيلدمارشال گونثر ڤون كلوگ |
| أغسطس 1940  | - الفوج ستمائة وخمسة إشارة تحت القيادة المباشرة لهيئة أركان مجموعة الجيوش - الجيش السابع بقيادة الگنرال أوبرست فريدريش دولمان - الجيش الرابع بقيادة الگنرال فيلدمارشال گونثر ڤون كلوگ - الجيش السادس بقيادة الگنرال فيلدمارشال ڤالتر ڤون رايخيناو                                                                  |
| سپتمبر 1940 | - الفوج ستمائة وخمسة إشارة تحت القيادة المباشرة لهيئة أركان مجموعة الجيوش - الجيش الثامن عشر بقيادة الگنرال فيلدمارشال گيورگ ڤون كوخلر - الجيش الرابع بقيادة الگنرال فيلدمارشال گونثر ڤون كلوگ - الجيش السادس بقيادة الگنرال فيلدمارشال ڤالتر ڤون رايخيناو                                                         |

### عام 1941
| يناير 1941 | - الفوج ستمائة وخمسة إشارة تحت القيادة المباشرة لهيئة أركان مجموعة الجيوش - الجيش الثامن عشر بقيادة الگنرالمايور ڤيلهلم هاس - الجيش الرابع بقيادة الگنرال فيلدمارشال گونثر ڤون كلوگ - الجيش السابع عشر بقيادة الگنرال دير إنفنتري كارل-هينريش فون شتولبناگل - المجموعة الثانية پانزر بقيادة الگنرال أوبرست هاينز گوديريان - الحاكم العسكري للحكومة العامة الگولايتير هانز فرانك |
| مايو 1941  | - الفوج ستمائة وخمسة إشارة تحت القيادة المباشرة لهيئة أركان مجموعة الجيوش - الجيش التاسع بقيادة الگنرال أوبرست أدولف شتراوس - الجيش الرابع بقيادة الگنرال دير گبيرگشتروپ لودڤيگ كوبلر |

### عام 1942
| أغسطس 1942  | - الفوج ستمائة وخمسة إشارة تحت القيادة المباشرة لهيئة أركان مجموعة الجيوش - الجيش الثاني بقيادة الگنرال دير إنفنتري هانز ڤون سالموت - الجيش المجري الثاني بقيادة الكولونيل العام گوستاڤ ياني - الجيش الإيطالي الثامن بقيادة الژنرال إيتالو گاريبولدي - الفيلق الثلاثون - الجيش السادس بقيادة الگنرال فيلدمارشال فريدريك پاولوس - الجيش الرابع پانزر بقيادة الگنرال أوبرست هرمان هوث |
| سپتمبر 1942 | - الفوج ستمائة وخمسة إشارة تحت القيادة المباشرة لهيئة أركان مجموعة الجيوش - الجيش الثاني بقيادة الگنرال دير إنفنتري هانز ڤون سالموت - الجيش المجري الثاني بقيادة الكولونيل العام گوستاڤ ياني - الجيش الإيطالي الثامن بقيادة الژنرال إيتالو گاريبولدي - الجيش السادس بقيادة الگنرال فيلدمارشال فريدريك پاولوس - الجيش الرابع پانزر بقيادة الگنرال أوبرست هرمان هوث |
| أكتوبر 1942 | - الفوج ستمائة وخمسة إشارة تحت القيادة المباشرة لهيئة أركان مجموعة الجيوش - الجيش الثاني بقيادة الگنرال دير إنفنتري هانز ڤون سالموت - الجيش المجري الثاني بقيادة الكولونيل العام گوستاڤ ياني - الجيش الإيطالي الثامن بقيادة الژنرال إيتالو گاريبولدي - الجيش الرابع پانزر بقيادة الگنرال أوبرست هرمان هوث - الجيش الروماني الثالث بقيادة الكولونيل العام پيتري دوميترێسكو - الجيش الروماني الرابع بقيادة الكولونيل العام قنسطنطين قنسطنطينيسكو-كلاپس                                                         |
| نوڤمبر 1942 | - الفوج ستمائة وخمسة إشارة تحت القيادة المباشرة لهيئة أركان مجموعة الجيوش - الجيش الثاني بقيادة الگنرال دير إنفنتري هانز ڤون سالموت - الجيش السادس بقيادة الگنرال فيلدمارشال فريدريك پاولوس - الجيش المجري الثاني بقيادة الكولونيل العام گوستاڤ ياني - الجيش الإيطالي الثامن بقيادة الژنرال إيتالو گاريبولدي - الجيش الرابع پانزر بقيادة الگنرال أوبرست هرمان هوث - الجيش الروماني الثالث بقيادة الكولونيل العام پيتري دوميترێسكو - الجيش الروماني الرابع بقيادة الكولونيل العام قنسطنطين قنسطنطينيسكو-كلاپس |
| ديسمبر 1942 | - الفوج ستمائة وخمسة إشارة تحت القيادة المباشرة لهيئة أركان مجموعة الجيوش - الجيش الثاني بقيادة الگنرال دير إنفنتري هانز ڤون سالموت - الجيش المجري الثاني بقيادة الكولونيل العام گوستاڤ ياني - الجيش الإيطالي الثامن بقيادة الژنرال إيتالو گاريبولدي |

### عام 1943
| يناير 1943  | - الفوج ستمائة وخمسة إشارة تحت القيادة المباشرة لهيئة أركان مجموعة الجيوش - الجيش الثاني بقيادة الگنرال أوبرست هانز ڤون سالموت - الجيش المجري الثاني بقيادة الكولونيل العام گوستاڤ ياني - الجيش الإيطالي الثامن بقيادة الژنرال إيتالو گاريبولدي - مفرزة فريتر-پيكو بقيادة الگنرال دير ألتيلري ماكسيميليان فريتر-پيكو |
| فبراير 1943 | - الفوج ستمائة وخمسة إشارة تحت القيادة المباشرة لهيئة أركان مجموعة الجيوش - الجيش الثاني بقيادة الگنرال أوبرست هانز ڤون سالموت - الجيش المجري الثاني بقيادة الكولونيل العام گوستاڤ ياني - الجيش الإيطالي الثامن بقيادة الژنرال إيتالو گاريبولدي - مفرزة كمف بقيادة بقيادة الگنرال دير گبيرگشتروپ هوبرت لانز          |
| سپتمبر 1943 | - الفوج ستمائة وخمسة إشارة تحت القيادة المباشرة لهيئة أركان مجموعة الجيوش - الفيلق الحادي والخمسون بقيادة الگنرال دير ألتيلري ڤالتر ڤون سيدلتز-كورزباخ - فيلق الوحدة الوقائية الثاني پانزر بقيادة الأوبرگروپنفوهرر پول هاوسر - الفيلق السابع والثمانون                                                               |
| ديسمبر 1943 | وُضعت مجموعة الجيوش تحت التصرّف المباشر للقيادة العليا للڤيرماخت في الدنمارك |

### عام 1944
| مايو 1944   | - الفوج ستمائة وخمسة إشارة تحت القيادة المباشرة لهيئة أركان مجموعة الجيوش - الجيش السابع بقيادة الگنرال أوبرست فريدريش دولمان - الجيش الخامس عشر بقيادة الگنرال أوبرست هانز ڤون سالموت - رئيس أركان الڤيرماخت في هولندا بقيادة الگنرال دير فليگر فريدريش كريستيانسن |
| يونيو 1944  | - الفوج ستمائة وخمسة إشارة تحت القيادة المباشرة لهيئة أركان مجموعة الجيوش - الجيش السابع بقيادة الگنرال أوبرست فريدريش دولمان - الجيش الخامس عشر بقيادة الگنرال أوبرست هانز ڤون سالموت - مجموعة الپانزر الغربية بقيادة الگنرال دير پانزرتروپ ليو گير ڤون شويپنبورگ - رئيس أركان الڤيرماخت في هولندا بقيادة الگنرال دير فليگر فريدريش كريستيانسن                                              |
| أغسطس 1944  | - الفوج ستمائة وخمسة إشارة تحت القيادة المباشرة لهيئة أركان مجموعة الجيوش - الجيش الأول بقيادة الگنرال دير إنفنتري كورت ڤون شيڤاليري - الجيش السابع بقيادة الأوبرگروپنفوهرر پول هاوسر - الجيش الخامس عشر بقيادة الگنرال أوبرست هانز ڤون سالموت - الجيش الخامس پانزر بقيادة الگنرال دير پانزرتروپ هاينريش إبرباخ - رئيس أركان الڤيرماخت في هولندا بقيادة الگنرال دير فليگر فريدريش كريستيانسن |
| سپتمير 1944 | - الفوج ستمائة وخمسة إشارة تحت القيادة المباشرة لهيئة أركان مجموعة الجيوش - الجيش السابع بقيادة الگنرال أوبرست إريش براندنبرگر - الجيش الخامس عشر بقيادة الگنرال دير إنفنتري گوستاڤ-أدولف ڤون دزانگن - الجيش الأول مظلات بقيادة الگنرال أوبرست كورت شتودنت |
| نوڤمبر 1944 | - الفوج ستمائة وخمسة إشارة تحت القيادة المباشرة لهيئة أركان مجموعة الجيوش - الجيش السابع بقيادة الگنرال أوبرست إريش براندنبرگر - الجيش الخامس پانزر بقيادة الگنرال دير پانزرتروپ هاسو ڤون مانيفيل - مجموعة جيوش شتودنت بقيادة الگنرال أوبرست [[كورت شتودنت] |
| ديسمبر 1944 | - الفوج ستمائة وخمسة إشارة تحت القيادة المباشرة لهيئة أركان مجموعة الجيوش - الجيش السابع بقيادة الگنرال أوبرست إريش براندنبرگر - الجيش الخامس پانزر بقيادة الگنرال دير پانزرتروپ هاسو ڤون مانيفيل |

### عام 1945
| يناير 1945  | - الفوج ستمائة وخمسة إشارة تحت القيادة المباشرة لهيئة أركان مجموعة الجيوش - الجيش السابع بقيادة الگنرال أوبرست إريش براندنبرگر - الجيش الخامس عشر بقيادة الگنرال دير إنفنتري گوستاڤ-أدولف ڤون دزانگن - الجيش الخامس پانزر بقيادة الگنرال دير پانزرتروپ هاسو ڤون مانيفيل - الجيش السادس پانزر بقيادة أوبرست گروپنفوهرر ژوزيف ديتريش |
| فبراير 1945 | - الفوج ستمائة وخمسة إشارة تحت القيادة المباشرة لهيئة أركان مجموعة الجيوش - الجيش الخامس پانزر بقيادة الگنرال دير پانزرتروپ هاسو ڤون مانيفيل - الجيش الخامس عشر بقيادة الگنرال دير إنفنتري گوستاڤ-أدولف ڤون دزانگن |
| إبريل 1945  | - الفوج ستمائة وخمسة إشارة تحت القيادة المباشرة لهيئة أركان مجموعة الجيوش - الجيش الخامس عشر بقيادة الگنرال دير إنفنتري گوستاڤ-أدولف ڤون دزانگن - الجيش الخامس پانزر بقيادة الگنرال أوبرست ژوزيف هارپ - مفرزة ڤون لٶتڤيتز بقيادة الگنراليوتاننت هياتسينت گراف ستراخڤيتز                                                            |